# 大島神社 (館林市)
大島神社（おおしまじんじゃ）は、群馬県館林市の神社。

## 歴史
創建年代は不明である。ただ1832年（天保3年）、赤城大明神に「大神宮」号が授与された宗源宣旨が残されていることから、その頃までには既に存在していたものと推測される。当初は「赤城神社」という名称であった。
明治の近代社格制度では、当初は「無格社」であった。ところが1910年（明治43年）の神社合祀により、近くの17社（摂末社含む）が合祀された。その中に村社の「菅原神社」があったことから、当社も村社となった。そして当地の地名に基づき「大島神社」に改称された。1921年（大正10年）に「神饌幣帛料供進神社」に指定された。
当初の境内は、現在地よりも北の渡良瀬川近くに位置していた。1914年（大正3年）の河川改修工事のため、現在地に移転した。

## 交通アクセス
- 路線バス大島公民館停留所より徒歩12分。